# Jacek Kanior
Jacek Kanior (ur. 1952 w Toruniu) – polski artysta grafik, rytownik i ilustrator. 

## Życiorys
Dyplom w dziedzinie malarstwa uzyskał na Wydziale Sztuk Pięknych Uniwersytetu Mikołaja Kopernika w Toruniu w 1977. W tym samym roku został zatrudniony jako rytownik w Państwowej Wytwórni Papierów Wartościowych w Warszawie. W latach 1983–2003 pracował jako grafik i rytownik w Państwowej Drukarni w Berlinie. 
Jest m.in. autorem banknotu o nominale 5 DM – Bettina von Arnim (w ostatniej serii banknotów niemieckich), ekslibrisów, oraz znaczków pocztowych. Od 2003 pracuje jako artysta niezależny. Zajmuje się grafiką warsztatową, ilustracją i karykaturą.

## Udział w wystawach
- 1978 Wystawa podyplomowa Absolwentów Wydziału Sztuk Pięknych na Uniwersytecie w Toruniu
- 1985 Wystawa zbiorowa – miniatury w Toronto
- 1986 Wystawa rysunku na Wolnym Uniwersytecie Berlińskim
- 1989 Wystawa rysunku w Bundesdruckerei w Berlinie
- 1992 Wystawa zbiorowa Bundesdruckerei
- 1996 Wystawa w galerii „non fere“ w Bydgoszczy